# Opwerkingsfabriek La Hague
De opwerkingsfabriek in La Hague is een fabriek voor de opwerking van splijtstoffen in het Franse La Hague.
De activiteiten worden uitgevoerd door het bedrijf Areva NC (Nuclear Cycle), voorheen Cogema. (Compagnie générale des matières atomiques) In la Hague wordt bijna de helft van alle gebruikte nucleaire brandstof van lichtwaterreactoren verwerkt. De fabriek is sinds 1976 als zodanig in gebruik. Daarvoor werd hier plutonium geproduceerd voor militaire doeleinden.
In La Hague wordt splijtstof verwerkt uit Frankrijk, Japan, Duitsland, België, Zwitserland, Italië, Spanje en Nederland. In 2005 werd 1100 ton verwerkt. De capaciteit van de fabriek is ongeveer 1700 ton per jaar. Aan het ingangsmateriaal wordt plutonium onttrokken dat vervolgens in Marcoule wordt gerecycled tot MOX-brandstof. Het niet recyclebare deel van de splijtstof wordt uiteindelijk teruggestuurd naar het land van herkomst. Tot 2015 werd in totaal meer dan 32.000 ton splijtstof verwerkt. 70% hiervan was afkomstig uit Frankrijk, 17% uit Duitsland en 9% uit Japan.